# Tour de Vendée 1992
Il Tour de Vendée 1992, ventunesima edizione della corsa e valida come evento del circuito UCI categoria 1.4, si svolse il 26 aprile 1992 per un percorso totale di 206,5 km. Fu vinta dal francese Bruno Cornillet che terminò la gara con in 5h27'18" alla media di 37,855 km/h.

## Ordine d'arrivo (Top 10)
| Pos. | Corridore               | Squadra    | Tempo    |
| ---- | ----------------------- | ---------- | -------- |
| 1    | Bruno Cornillet         | Z          | 5h27'18" |
| 2    | Pascal Lance            | Z          | s.t.     |
| 3    | Laurent Bezault         | Z          | s.t.     |
| 4    | Dimitri Zhdanov         | Panasonic  | s.t.     |
| 5    | Luc Colyn               | La William | s.t.     |
| 6    | Laurent Desbiens        | Collstrop  | s.t.     |
| 7    | Jean-Cyril Robin        | Castorama  | s.t.     |
| 8    | Marc Freze              | Eurotel    | s.t.     |
| 9    | Stéphane Heulot         | R.M.O.     | s.t.     |
| 10   | Gilbert Duclos-Lassalle | Z          | s.t.     |